# Willy Steinhauer
Willy Steinhauer (* 21. September 1898 in Oldenburg; † 4. Februar 1970 ebenda) war ein deutscher Politiker (SPD). Er war Abgeordneter im Landtag von Niedersachsen.
Steinhauer besuchte die Volksschule und erlernte im Anschluss das Maschinenschlosserhandwerk. Ende 1916 wurde er zur Marine eingezogen und gehörte bis Mai 1919 einer Minensuchflottille an. Seit 1919 war er Mitglied der Gewerkschaft der Eisenbahner Deutschlands und hatte später dort führende Funktionen inne. Er war noch zwei Jahre in der Privatindustrie tätig, bevor er im November 1921 im Bereich der Oldenburgischen Reichsbahndirektion tätig wurde. Von 1924 bis 1933 war er führend im Reichsbanner tätig. Im Jahr 1925 trat er der SPD bei. Im Jahr 1924 absolvierte er die Prüfung als Werkführer und 1931 wurde er als Beamter angestellt. Nach Ende des Zweiten Weltkrieges wurde er Oberwerkmeister bei der Deutschen Bundesbahn. Im Jahr 1948 wurde er erstmals in den Rat der Stadt Oldenburg gewählt. Dort wurde er auch Senator. Im Jahr 1957 wurde Steinhauer Mitglied der dritten Wahlperiode des Niedersächsischen Landtages, als er für den verstorbenen Heinz Rost nachrückte. Er schied am Ende der dritten Wahlperiode aus, rückte aber in der vierten Wahlperiode erneut ins Landesparlament nach. Er ersetzte 1961 den in den Bundestag gewählten Abgeordneten Heinz Morgenstern und schied am Ende der vierten Wahlperiode endgültig aus.